# Престиж (сериал)
«Прести́ж» — российский детективный телесериал Сергея Сенцова. Производством проекта занималась «Киностудия КИТ».
Премьера двух первых серий состоялась в онлайн-кинотеатре Start 15 февраля 2024 года. Новые серии размещались еженедельно по четвергам. Заключительная серия вышла 28 марта 2024 года.
4 апреля 2024 года в онлайн-кинотеатре Start вышел фильм о фильме «Расклад на "Престиж": Как снимали самый ироничный детектив».
Телевизионная премьера телесериала состоится позднее на телеканале «СТС».

## Сюжет
Опытный следователь полиции Елизавета Егоровна, сидя вечером в кресле у камина, рассказывает своим внукам сказку, маскируя за ней подробности расследования убийства няни Филимоновых Лены, произошедшего в элитном посёлке Престиж. В ходе рассказа выясняется, что у каждого из героев истории есть свои тайны и мотивы для совершения преступления.

## Актёры и роли

### В главных ролях
| Актёр               | Роль |
| ------------------- | --- |
| Вера Кинчева        | Таисия Игнатьевна Кобзарь няня и биологическая мама Миши                                                     |
| Юлия Снигирь        | Эльвира Алымова жена Камиля, приёмная мама Миши, увлечена йогическими практиками, веганством и медитацией    |
| Аскар Ильясов       | Камиль Алымов муж Эльвиры, приёмный папа Миши, создатель двух успешных стартапов и потенциальный техномагнат |
| Анна Уколова        | Ольга Николаевна Челобанова (настоящее ФИО — Екатерина Сергеевна Копылова) новая няня Вани                   |
| Любовь Толкалина    | Ирина Викторовна Филимонова жена Петра, мама Вани, успешный корпоративный адвокат                            |
| Илья Любимов        | Пётр Филимонов муж Ирины, папа Вани                                                                          |
| Азат Жумадил        | Корасон (настоящее имя — Педро) филиппинская няня Марины и Лёли                                              |
| Ирина Дубцова       | Анна Георгиевна Гараева мама Марины и Лёли, популярная оперная певица, народная артистка России              |
| Марина Доможирова   | Татьяна Михайловна Яковлева личный психолог Юлии Чуркиной                                                    |
| Настасья Самбурская | Юлия Чуркина бывшая жена известного хоккеиста, мама Милана                                                   |
| Ирина Розанова      | Елизавета Егоровна бабушка Самойлова, следователь полиции                                                    |
| Илья Лыков          | Самойлов внук Елизаветы Егоровны, инженер управляющей компании                                               |

### В ролях
| Актёр                                  | Роль                                                     |
| -------------------------------------- | -------------------------------------------------------- |
| Никита Павленко                        | Васильченко помощник Елизаветы Егоровны                  |
| Глафира Глазунова                      | Лена (Елена Анатольевна Кириленко) погибшая няня Вани    |
| Андрей Андреев                         | Миша приёмный сын Эльвиры и Камиля                       |
| Илья Синцов                            | Ваня сын Ирины и Петра                                   |
| Варвара Бирюкова                       | Марина дочь Анны, старшая сестра Лёли                    |
| Варвара Куприна                        | Лёля дочь Анны, младшая сестра Марины                    |
| Борис Дейков                           | Милан сын Юлии                                           |
| Ярослав Головнев                       | внук Елизаветы Егоровны                                  |
| Анна Головнева                         | внучка Елизаветы Егоровны                                |
| Прохор Дубравин                        | Антон Копылов погибший муж Екатерины, папа Димы, олигарх |
| Даниил Вершинин                        | Дима сын Екатерины и Антона, наркоман                    |
| Заруи Мхитарян                         | Амина                                                    |
| Артём Волобуев                         | Леонид Викторович Шимановский частный детектив           |
| Екатерина Директоренко                 | председательница управляющей компании                    |
| Игорь Ясулович (шестая, восьмая серии) | Константин Семёнович настройщик                          |
| Лев Зулькарнаев                        | программист                                              |
| Марина Клещёва                         | санитарка                                                |
| Олег Ягодин                            | Матвей Кобзарь папа Таисии                               |

## Список сезонов
| Сезон | Сезон | Серии | Период трансляции               |
| ----- | ----- | ----- | ------------------------------- |
|       | 1     | 8     | 15 февраля — 28 марта 2024 года |

### Сезон 1
| № серии | Описание серии | Дата премьеры   |
| ------- | --- | --------------- |
| 1       | После необъяснимого исчезновения скромницы Лены, занимающейся воспитанием Вани Филимонова, проходит неделя. Родители школьника берут на испытательный срок другую няню. Хозяева не догадываются, что ради места прислуги в элитном поселке Ольге пришлось обмануть полиграф. Однако мир роскоши не прощает ошибок, и должность, доставшуюся с легкостью, также просто потерять. Сумеет ли Оля стать своей в Престиже, не нарушая новых правил игры?                           | 15 февраля 2024 |
| 2       | Тело Лены найдено, но ее бывшие хозяева не собираются содействовать поиску убийцы. Следователь Елизавета Егоровна хочет поговорить по-хорошему, но юрист Ирина Филимонова требует, чтобы все было по закону. Няни выбирают кандидата в подозреваемые, и Корасон готовится переступить через себя ради неопровержимых улик. Сплетница Юля Чуркина нападает на след сенсации, способной разрушить благополучие семьи Алымовых. Таисии пора праздновать победу?                  | 15 февраля 2024 |
| 3       | У Елизаветы Егоровны появляется первый подозреваемый. Однако вместо того чтобы просто пригласить Корасон на допрос, ей приходится искать чужака в доме певицы. Бестолковый внук следователя убежден, что прислуге Гараевых грозит опасность. Романтическая ловушка Таисии вот-вот захлопнется, но неожиданное сообщение хозяйки путает все планы. Тем временем Филимоновы замечают, что няня Оля слишком хорошо разбирается в люксовых брендах, и это кажется подозрительным. | 22 февраля 2024 |
| 4       | Ирина узнает правду о прошлом Ольги и указывает лгунье на дверь. Филимонова и слушать не хочет объяснений, однако самозванка находит оригинальный способ достучаться до хозяйки. Частный детектив, нанятый Эльвирой, начинает поиски настоящей мамы Миши. Это не входит в планы Таисии. Чтобы остановить ищейку и сохранить свой секрет, няня готова на все. Даже обратиться за помощью к брошенному любовнику.                                                               | 29 февраля 2024 |
| 5       | Следствие делает резкий поворот после жестокого нападения на Таню. Правда, психолог так напугана, что не может толком описать преступника. Таисия продолжает срывать поиски настоящей мамы Миши, нарушая сразу несколько статей Уголовного кодекса. Марина узнает тайну Корасон и ждет, что няня станет ее сообщницей в решении любовных вопросов. В кабинете Елизаветы Егоровны появляется жительница «Престижа», готовая взять вину за смерть Лены.                         | 7 марта 2024    |
| 6       | Таисия пытается договориться с частным детективом, но в план девушки вмешиваются непредвиденные обстоятельства. Преследователи встают на след беглой вдовы. Няне Ане нужно действовать, ей не обойтись без помощи Корасон. Елизавете Егоровне удается определить орудие преступления, и, чтобы найти убийцу, Анне Гараевой придется пофантазировать. | 14 марта 2024   |
| 7       | Анна обнаруживает подозрительный предмет в хозяйском погребе. Из-за конфликта интересов беглая вдова передает ее Таисии, не подозревая, как с находкой поступит коварная няня. Корасон так хочет остаться в России, что идет на шантаж работодательницы, которую не так легко напугать. Елизавета Егоровна берется за жителей Престижа всерьез. Обнаружит ли полиция следы благоухающего убийцы в особняках Гараевых, Алымовых и Филимоновых?                                 | 21 марта 2024   |
| 8       | Время сбросить маски и узнать, почему погибла скромная девушка Лена. Преданная женщина способна на все ради возмездия. Даже принести в жертву невиновных. Елизавета Егоровна вычисляет преступника и отправляется в Престиж. Трем няням-детективам и Ирине Филимоновой угрожает смертельная опасность. Однако в безупречный план благоухающего убийцы вмешивается пара бандитов, задача которых — ликвидировать беглую вдову.                                                 | 28 марта 2024   |

## История создания
Съёмки телесериала стартовали в ноябре 2022 года в городском округе Истра, на территории живописного коттеджного комплекса.
Премьерный показ пилотной серии телесериала состоялся 24 июня 2023 года в рамках конкурсной программы V фестиваля телесериалов «Пилот» в Иваново. 
Первый показ двух первых серий состоялся 9 сентября 2023 года в рамках II Фестиваля онлайн-кинотеатров «Новый сезон» на курорте «Роза Хутор».
Закрытая премьера телесериала прошла 15 февраля 2024 года в московском особняке Петра Смирнова на Тверском бульваре. Звёздным гостям было предложено вместе с профессиональным тарологом разгадать главную интригу сериала: кто же из жителей элитного посёлка окажется злодеем?.
За несколько дней до премьеры видеосервис Start запустил вирусную промокампанию в Telegram, представив «РОСНЯНЮ» — приложение для поиска нянь, которое оказалось не более чем частью рекламной стратегии. Посев начался с публикации новости о запуске «РОСНЯНИ» — приложения, призванного стандартизировать сферу услуг домашнего персонала. После того, как новость завирусилась в социальных сетях, Start раскрыл карты, выпустив анимированный ролик, стилизованный под рекламу «РОСНЯНИ» и в то же время наполненный отсылками к проекту, который заканчивался призывом посмотреть телесериал «Престиж».

## Мнения о телесериале
Телесериал получил неоднозначные оценки критиков и журналистов.
- Маша Бороденко, «Кино-театр.ру»:

Авторами создан отдельный хтонический мир нехорошего посёлка, где одни обсуждают что-то на богатом, а другие лишь бормочут про себя сквозь зубы, но, кажется, и те, и другие одинаково несчастливы.
- Маруся Климова, TV Мag:

Сериал интригует мистической атмосферой и героями.
- Илона Егиазарова, «Вокруг ТВ»:

В проекте яркий актёрский ансамбль — Юлия Снигирь, Аскар Ильясов, Любовь Толкалина, Настасья Самбурская, Анна Уколова. Но очень трудно смотреть историю, в которой никому не сочувствуешь. И классовая вражда тут не при чём: бедные тут не менее аморальны богатых.
- Анна Гоголь, Кино Mail.ru:

Мультижанровая история от режиссёра «1703» Сергея Сенцова и сценаристов «Обычной женщины», рассказанная в формате страшной сказки на ночь и собравшая целое ожерелье актуальных звёзд российского кино, от Любови Толкалиной до Юлии Снигирь.
- Александр Голубчиков, zoom.film:

Всё снято в формате ревизионистской сказки. Информацию о каждом жителе посёлка зритель узнаёт со слов следователя, которую играет Ирина Розанова. Она показана как злая волшебница из сказки, но на самом деле её герой просто пытается выяснить причину загадочных смертей и кто чем занят в этом элитном посёлке.
- Андрей Смирнов, «Фонтанка.ру»:

Нас ждёт шоу в формате детективного драмеди а-ля «Достать ножи» от режиссёра-постановщика «1703» Сергея Сенцова. Хотя после показов телесериала на специализированных кинофестивалях в 2023-м у кинокритиков родились сравнения шоу с его голливудскими собратьями: от «Отчаянных домохозяек» до «Почему женщины убивают» и «Белого лотоса» (куда ж теперь без него!).
- Оксана Чертова, «Metro Москва»:

Наповал убивает актёрский состав: столько звёзд сразу и «в одном флаконе». И их персонажи оказываются тоже под стать — один другого краше.
- Роман Черкасов, «Ведомости»:

Сенцов ведёт рассказ в свободной хулиганской манере, которая не часто встречается в российских комедийных сериалах, обычно, к сожалению, довольно шаблонных. Он легко переходит от эксцентричных гэгов к мелодраме и обратно. То развлекает зрителя аттракционами в духе «Здравствуйте, я ваша тётя!», то пугает сценой с няней, которая странно смотрит на спящего ребёнка, держа перед собой в вытянутых руках подушку.
- Карина Назарова, Канобу:

«Престиж» чувствуется как от и до оригинальный проект, хорошо знающий запросы зрителей и понимающий тренды популярного нынче жанра eat the rich.
- Иван Афанасьев, «7дней.ru»:

На первый план вышло сообщество нянек, пожалуй, самых интересных персонажей: абсолютно у каждой из них есть какая-то большая тайна, и она обязательно страшная. Особенно удалась главная фишка пилотной серии — прагматичная Ольга в исполнении Анны Уколовой.
- Сергей Ефимов, «Комсомольская правда»:

В новом проекте режиссёра Сергея Сенцова (в его сериалографии, между прочим, подлинный бриллиант — «1703») яркий сценарий со зловещей интригой, занимательнейшая кунсткамера персонажей — обитателей элитного подмосковного посёлка Престиж, ироническая оболочка прекрасной выделки, немного классовой сатиры и мудрая, жизнь видавшая следовательница Елизавета Егоровна (Ирина Розанова).